# Kabotázs
A kabotázs (francia: cabotage) szállítási vagy fuvarozási tevékenység egy adott ország területének két pontja között, amelyet az adott országban nem honos gazdasági szereplők végeznek. Eredetileg hajózási kifejezés: a tengeri államok saját kikötői közötti, illetve a nemzetközi folyamok egy bizonyos államhoz tartozó szakaszán zajló forgalomra vonatkozott, azonban már régóta használják a szárazföldi és egy ideje a légiforgalomra is.
Az államok szuverén joga ennek a tevékenységnek a fenntartása a saját állampolgáraik számára, azaz a külföldiek ilyen tevékenységének korlátozása protekcionizmusnak számít.
Magyarország területén az EGT-n kívüli állam hatósági engedélyével és jelzésével ellátott tehergépjárművel a Nemzeti Közlekedési Hatóság Közúti Gépjármű-közlekedési Hivatal engedélyével végezhető közúti közlekedési szolgáltatási tevékenység kabotázsként. Hajózási területen a Nemzeti Közlekedési Hatóság, Útügyi, Vasúti és Hajózási Hivatal adja ki a kabotázsengedélyt.

## Az Európai Unióban
A közúti járművekkel gyakorolható kabotázst a 2009. október 21-i 1072/2009/EK európai parlamenti és tanácsi rendelet szabályozza, amely közvetlenül hatályos az Európai Unióban és EGT országaiban, így Magyarországon is.

### Magyarországon
A kabotázst hazánkban – az uniós jogszabályok mellett – közlekedési áganként különböző  jogszabály szabályozza:
- A közúti területen a 261/2011. (XII. 7.) Korm. rendelet,[2]
- A víziközlekedés terén a víziközlekedésről szóló 2000. évi XLII. törvény.[3]